# محاولة اغتيال دونالد ترامب في فلوريدا
في 15 سبتمبر 2024، نجا دونالد ترمب، الرئيس السابق للولايات المتحدة والمرشح الجمهوري آنذاك في الانتخابات الرئاسية لعام 2024، من محاولة اغتيال أثناء لعب الغولف في نادي ترمب الدولي للغولف في ويست بالم بيتش بولاية فلوريدا. تم رصد المشتبه به، الذي تم تحديده لاحقًا على أنه ريان ويسلي روث البالغ من العمر 58 عامًا، مختبئًا في الشجيرات القريبة بينما كان يوجه بندقية إلى أحد أفراد فريق أمن ترمب. أطلق أحد عملاء الخدمة السرية النار على روث، الذي فر من مكان الحادث وتم القبض عليه لاحقًا في مقاطعة مارتن. لم يتم الإبلاغ عن وقوع إصابات. يقول المسؤولون إن روث كان ينوي إطلاق النار على ترمب، وقد تم توجيه الاتهام إلى روث بخمس تهم فيدرالية بحلول 24 سبتمبر، بما في ذلك محاولة اغتيال مرشح رئاسي. وقع الحادث بعد شهرين من نجاة ترمب من محاولة اغتيال سابقة أثناء حديثه في تجمع انتخابي بالقرب من بتلر بولاية بنسلفانيا. وقد دفع روث بأنه غير مذنب في التهم، وتم تحديد موعد أولي للمحاكمة في 8 سبتمبر 2025.

## الخلفية
كان نادي ترمب الدولي للغولف قد تم اعتباره هدفًا محتملًا لمحاولات اغتيال دونالد ترمب. أخبر المسؤولون ترمب أنه إذا تمكن المصورون من الحصول على رؤية واضحة للرئيس المنتخب، فيمكن للمسلحين المحتملين أن يفعلوا الشيء نفسه. وقع الحادث بعد 64 يومًا من محاولة اغتيال سابقة لترمب في تجمع انتخابي بالقرب من بتلر بولاية بنسلفانيا، حيث أصيب ترمب برصاصة في أذنه اليمنى العليا من قبل قناص. قال مسؤولو إنفاذ القانون إن محيط ملعب الغولف لم يكن مؤمنًا بالكامل لأن ترمب لم يكن رئيسًا في منصبه. لم تقم الخدمة السرية بتفتيش محيط ملعب الغولف، حيث لم تكن زيارة ترمب هناك حدثًا مقررًا.
في 12 سبتمبر، نشر ترمب على إكس (تويتر سابقًا) عن حدث مخطط له في نادي الغولف الخاص به في 16 سبتمبر لتقديم منصة التشفير وورلد ليبرتي فاينانشال.

## الحادثة
في 15 سبتمبر 2024، كان دونالد ترمب يلعب الغولف في نادي ترمب الدولي للغولف في ويست بالم بيتش، مع صديقه ومتبرعه ستيف ويتكوف. كان ترمب يسير على طول الحفرة الخامسة عندما أجرى أحد عملاء الخدمة السرية مسحًا للحفرة السادسة أمامه بحثًا عن أي تهديدات. أثناء المسح، شوهد رجل يوجه بندقية إلى العميل بينما كان يختبئ في الشجيرات على بعد حوالي 400 يارد (370 م). يُعرف الموقف الذي كان فيه الرجل بأنه مكان يستخدمه المصورون كثيرًا لتصوير ترمب في ملعب الغولف الخاص به. في الساعة 1:31 مساءً بتوقيت شرق الولايات المتحدة (بعد حوالي 12 ساعة من وصول المسلح في الساعة 1:59 صباحًا)، بعد أن رأى العميل حركة فوهة البندقية، أطلق النار على الرجل، الذي أسقط سلاحه وفر في سيارة. بعد إطلاق الرصاصة، تم اصطحاب ترمب خارج الملعب بواسطة فريق الحماية التابع للخدمة السرية. لم يكن لدى الرجل خط رؤية واضح على ترمب ولم يطلق النار من مسدسه. التقط أحد الشهود صورة لمركبة المشتبه به، مما ساعد السلطات في تعقبها. تم إغلاق ملعب الغولف بعد وقت قصير من الحادث، ولم يتم الإبلاغ عن أي إصابات.
بعد فرار المسلح من مكان الحادث، تم إصدار أمر «كن حذرًا» إلى سلطات إنفاذ القانون مع تفاصيل حول سيارة المشتبه به، وهي سيارة رياضية سوداء من نوع نيسان. في الساعة 2:22 مساءً، بعد إيقاف السيارة على الطريق السريع 95 في مقاطعة مارتن، أجبر نائبا مكتب شريف مقاطعة مارتن نيكولاس شو وجيديون برينوفيل السائق على الخروج من السيارة واعتقاله تحت تهديد السلاح. وفقًا لمكتب شريف مقاطعة بالم بيتش، تم احتجاز السائق باعتباره شخصًا موضع اهتمام أثناء قيادته باتجاه الشمال على الطريق السريع 95 من مقاطعة بالم بيتش. «انتظرت وحدات الشريف [لفترة]» لإيقاف السيارة لتجنب الانخراط في مطاردة عالية السرعة. تم العثور في مكان الحادث على بندقية من طراز إس كيه إس برقم تسلسلي تمت إزالته، ومنظار، وحقيبتين ظهر تحتويان على بلاط سيراميك يمكن أن يحرف الرصاصة، وكيس بلاستيكي يحتوي على طعام، وكاميرا كاميرا جو برو. وكان السائق أعزلًا وقت إلقاء القبض عليه.

### العواقب
بعد اعتقال روث، اتصل دونالد ترمب بمكتب عمدة مقاطعة مارتن وطلب من المتورطين في القبض على روث الانضمام إليه في مارالاغو حتى يتمكن من شكرهم شخصيًا على عملهم. ووقع كل نائب على زوج من الأصفاد السوداء وأعطاهما لترمب. صرح الملازم ترافيس دايكس أنه كان من الممكن أن تحدث كارثة محتملة إذا لم تعمل إدارة الشرطة معًا كمجموعة. قال الشريف ويليام سنايدر لدبليو بي تي في إنه «لا يمكن أن يكون أكثر فخرًا بطاقمه».

## المتهم

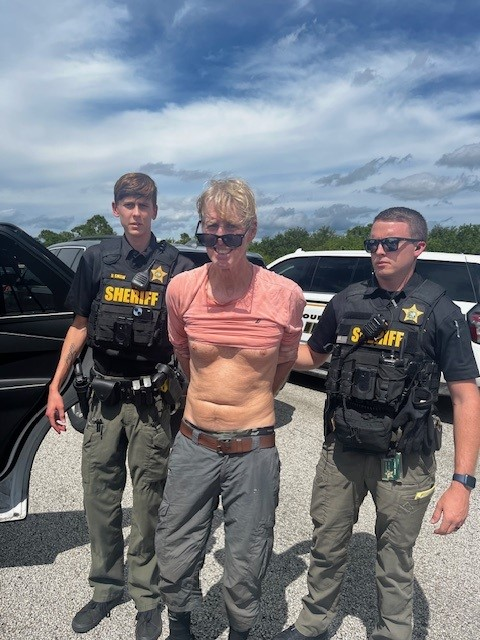
تم اعتقال روث بعد الحادث

بعد وقت قصير من الحادث، حددت السلطات هوية المشتبه به بأنه ريان ويسلي روث، وهو مقيم في هاواي يبلغ من العمر 58 عامًا وعاش معظم حياته في غرينزبورو، بولاية نورث كارولينا.
كان لروث تاريخ من النشاط السياسي عبر الإنترنت وخارجه، حيث يعود تاريخ مشاركته السياسية إلى عام 1996 على الأقل. أظهرت سجلات التصويت أنه لم يصوت في انتخابات عام 2016، ولكن في منشور على تويتر عام 2020، ادعى أنه صوت لصالح ترمب في عام 2016 وندم لاحقًا على ذلك. في كتاب رقمي نُشر ذاتيًا في عام 2023، كتب عن دعمه السابق المفترض لترمب، قائلاً: «أنا رجل بما يكفي لأقول إنني أخطأت في الحكم وارتكبت خطأً فادحًا». لقد تواصل مع إيران في كتابه، قائلاً إنه يجب أن يشعروا بالحرية في اغتيال ترمب لانسحاب الولايات المتحدة من خطة العمل الشاملة المشتركة، وكذلك روث نفسه لدعمه لترمب في الماضي. أدان روث هجوم الكابيتول في 6 يناير باعتباره «من تنفيذ دونالد ترمب وحاشيته غير الديمقراطية».
بعد خيبة أمله في ترمب، أعلن روث دعمه للعديد من المعارضين الرئاسيين لترمب، بما في ذلك المرشحين الرئاسيين الديمقراطيين والجمهوريين. بالإضافة إلى ذلك، تبرع روث بمبلغ 140 دولارًا لقضايا ديمقراطية منذ عام 2019. سجل في ولاية كارولينا الشمالية كناخب مستقل في عام 2012. صوت في الانتخابات التمهيدية الديمقراطية في ولاية كارولينا الشمالية في عام 2024.
كان لدى روث تهم جنائية متعددة سابقة، بما في ذلك إدانته في عام 2002 بتهمة «حيازة سلاح للموت والدمار الشامل» بعد أن تحصن في مبنى بسلاح آلي بالكامل. وكجزء من صفقة الإقرار بالذنب، وافق على الخضوع لتقييم الصحة العقلية وقبول العلاجات الموصى بها. وقد تم رفع أكثر من مائة تهمة جنائية ضده في ولاية كارولينا الشمالية، والتي تضمنت مخالفات القيادة وحيازة مسروقات. وكان روث يحصل عادةً على إفراج مشروط أو فترة مراقبة عن جرائمه، دون تسجيل الوقت الذي قضاه في السجن.

## ما قبل المحاكمة
بعد إلقاء القبض عليه كمشتبه به محتمل، وجهت إلى روث تهمتين: حيازة سلاح ناري من قبل مجرم مدان وحيازة سلاح ناري بدون الرقم التسلسلي. وبعد أقل من يوم من إلقاء القبض عليه، شوهد وهو يبتسم ويضحك مع محاميه. كما تم نشر لقطات من اعتقاله للجمهور. وجهت إلى روث في 24 سبتمبر تهمة محاولة اغتيال مرشح رئاسي، بالإضافة إلى «الاعتداء على ضابط فيدرالي» و«حيازة سلاح ناري لتعزيز جريمة عنف». في 18 ديسمبر، وجهت إلى روث تهمة «محاولة القتل العمد» بعد اكتشاف أن روث تسبب في إغلاق حركة المرور أثناء فراره من مكان الحادث، مما أدى إلى وقوع حادث مروري أدى إلى إصابة فتاة تبلغ من العمر 6 سنوات كانت مسافرة مع عائلتها.

في 23 سبتمبر 2024، نشرت وزارة العدل رسالة كتبها روث قبل عدة أشهر من اعتقاله، تنص على:
عزيزي العالم، كانت هذه محاولة اغتيال لدونالد ترامب، لكنني آسف جدًا لأنني خذلتكم. لقد بذلت قصارى جهدي وبذلت كل ما في وسعي. الأمر متروك لكم الآن لإكمال المهمة؛ وسأعرض 150 ألف دولار لمن يستطيع إكمال المهمة. يعلم الجميع في جميع أنحاء العالم من الأصغر إلى الأكبر سنًا أن ترامب غير لائق ليكون أي شيء، ناهيك عن رئيس الولايات المتحدة. يجب على رؤساء الولايات المتحدة على الأقل تجسيد النسيج الأخلاقي الذي تمثله أمريكا وأن يكونوا طيبين ومتعاطفين وغير أنانيين وأن يقفوا دائمًا من أجل الإنسانية. فشل ترامب في فهم أي من هذه الأمور.
كان شاهد لم يُذكر اسمه قد اتصل بمسؤولي إنفاذ القانون في 18 سبتمبر، مشيرًا إلى أن روث قد ترك صندوقًا يحتوي على الرسالة في منزله قبل عدة أشهر من الحادث. فتح الشاهد الصندوق بعد الحادث. ووفقًا للسلطات، تشير الرسالة إلى أن روث ربما خطط لمحاولة الاغتيال منذ أشهر، وأقر في الوقت نفسه قبل أشهر بأنه قد يفشل. وقد انتقد المدعي العام الأمريكي السابق وليام بار قرار وزارة العدل بنشر المذكرة، حيث أخبرت الناس «بإنهاء مهمة» قتل ترمب بجائزة نقدية، مما قد يؤدي إلى محاولات اغتيال ومؤامرات مستقبلية محتملة.
تم تكليف القاضية إيلين كانون بالقضية، وهي نفس القاضية التي عينها ترمب والتي رفضت قبل شهرين الملاحقة القضائية الفيدرالية لترمب فيما يتعلق بحيازته لوثائق سرية.
في 30 سبتمبر، دفع روث ببراءته من جميع التهم الخمس الموجهة إليه في المحكمة الفيدرالية. وفي اليوم التالي، حدد كانون موعدًا أوليًا للمحاكمة في 18 نوفمبر.
في 17 أكتوبر، طلب محامو روث من كانون التنحي عن منصبها لتجنب ظهور التحيز لصالح ترمب. ومع ذلك، رفضت كانون التنحي. ونتيجة لذلك، تم تأجيل موعد محاكمة روث إلى 10 فبراير 2025.
في الرابع من نوفمبر، قبل يوم واحد من الانتخابات الرئاسية الأمريكية لعام 2024، أرسل روث رسالة إلى غرفة أخبار محلية تفيد بأنه إذا فاز ترمب في الانتخابات، فسوف يمثل ذلك «نهاية الديمقراطية وبداية حرب أهلية» وأن ترمب «لن يتخلى عن السلطة الممنوحة له». كما توسل إلى مكتب عمدة مقاطعة بالم بيتش «للمساعدة في قيادة البلاد على الطريق إلى الديمقراطية». وأشار المدعون إلى أن خط يد روث في الرسالة يتطابق مع نفس خط يد المذكرة المزعومة المكتوبة قبل أشهر والتي تناقش فشله في اغتيال ترمب، وهو ما أكد أن روث كتب المذكرة. بعد سماعه فوز ترمب في الانتخابات الرئاسية، حث البلاد على «إزالة سلطة جيشنا من قبل الرئيس ووضعها في يد الكونغرس قبل يناير»، وسيشرع في وصف ترمب بأنه «ديكتاتور».
في 26 نوفمبر، أرسل روث مذكرة إلى غرفة أخبار بوليتيكو. في المذكرة، انتقد كل من الحزب الجمهوري والحزب الديمقراطي، مدعيًا أنهما لا يسمحان لأي سياسي مستقل بالاعتراف به في أي سباق. كما قارن روث نفسه بطوماس ماثيو كروكس، مرتكب محاولة اغتيال ترمب السابقة في بنسيلفانيا، مدعيًا أنهما «مستعدان للموت من أجل الحرية والديمقراطية». في نقاط متعددة، فكر في احتمال نشوب «حرب أهلية» أخرى. قبل إرسال المذكرة، قال روث حارس السجن الذي يعتقد أن روث ديمقراطي أن السياسيين المستقلين هم المرشحون الأفضل. لم يعترف صراحةً بمحاولة اغتيال ترمب، مشيرًا إلى نفسه باسم «مطلق النار المزعوم لترمب».
بعد المثول أمام المحكمة الفيدرالية لحضور جلسة استماع في 11 ديسمبر، أعلن الفريق القانوني لروث أنهم يفكرون في منحه دفاعًا بالجنون. وزعم المدافعون العامون أن روث التقى بخبراء الصحة العقلية ومحترفي الصحة العقلية في السجن مرتين على الأقل، والذين وصفوه جميعًا بأنه «مهووس». كما أكد المدعون أن روث كتب ما يصل إلى 40 رسالة إلى منافذ إخبارية وطنية لمحاولة إقناعهم ببراءته. تم اعتراض الرسائل قبل استلامها. طلب محامو روث تأجيل المحاكمة حتى ديسمبر 2025. وافق كانون على الطلب جزئيًا، وحدد موعدًا جديدًا للمحاكمة في 8 سبتمبر 2025.

## التحقيق
يقود مكتب التحقيقات الفيدرالي التحقيق في الحادث، بمشاركة جهاز الخدمة السرية للولايات المتحدة ومكتب عمدة مقاطعة بالم بيتش أيضًا. ويتعامل مكتب التحقيقات الفيدرالي مع الحادث باعتباره محاولة اغتيال.
في يوم محاولة الاغتيال المزعومة، وُصف دافع روث بأنه غير معروف. بعد وقت قصير من الحادث، ربطت سلطات إنفاذ القانون لوحات ترخيص سيارة نيسان الرياضية التي استخدمها روث بشاحنة فورد 2012 تم الإبلاغ عن سرقتها. حدد الشاهد الذي رصد المشتبه به الهارب في البداية هوية روث بعد احتجازه. أظهرت البيانات من هاتفه المحمول أنه وصل إلى ملعب الغولف في الساعة 1:59 صباحًا، حيث انتظر لمدة 12 ساعة تقريبًا.
تعهد حاكم ولاية فلوريدا رون دي سانتيس بفتح تحقيق على مستوى الولاية في حادث إطلاق النار.
في الثاني عشر من سبتمبر، أي قبل ثلاثة أيام فقط من محاولة الاغتيال، تبادل روث رسائل مع قوات خاصة مدربة بريطانيًا من أفغانستان حول التجنيد للحرب الروسية الأوكرانية عبر تطبيق المراسلة الفورية واتساب. تألف حساب روث على التطبيق من عدة مناقشات مع قوات خاصة من أفغانستان حول كيفية الوصول إلى أوكرانيا للقتال في الحرب. تم التحقيق في جميع سجلات الدردشة على حساب روث على واتساب بواسطة صحيفة ذي إندبندنت وغرفة الأخبار الاستقصائية تقارير المنارة في نوفمبر 2024.
في 24 سبتمبر، عثر عملاء مكتب التحقيقات الفيدرالي على وثائق تحتوي على قائمة مكتوبة بخط اليد للأماكن التي ظهر فيها الرئيس السابق أو كان من المتوقع أن يكون حاضرًا فيها، مؤرخة من أغسطس إلى أكتوبر. كما اكتشفوا أن اثنين من الهواتف المحمولة التي عُثر عليها في سيارة نيسان إكستيرا التي قادها روث في يوم محاولة الاغتيال أظهرت أنه في أيام وأوقات متعددة من 18 أغسطس إلى 15 سبتمبر، تعقب روث ترمب بالقرب من ملعب الغولف ومقر إقامته في مارالاغو.
- البندقية شبه الأوتوماتيكية إس كيه إس عيار 7.62x39 التي يُزعم أن روث استخدمها في محاولة الاغتيال
- حقيبة الظهر والبندقية التي يُزعم أن روث استخدمها في محاولة الاغتيال
- البندقية التي يُزعم أن روث استخدمها، والتي تبين أن رقمها التسلسلي مفقود
- لقطات من كاميرا مثبتة على جسد الشرطة أثناء القبض على روث
- خريطة محاولة الاغتيال
- المذكرة التي كتبها روث قبل أشهرالمذكرة التي كتبها روث قبل أشهر

## ردود الفعل
تم إطلاع الرئيس جو بايدن ونائبة الرئيس كامالا هاريس، منافسة ترمب في الانتخابات الرئاسية لعام 2024، على الحادث. أصدر البيت الأبيض بيانًا قال فيه: «تم إطلاع الرئيس ونائب الرئيس على الحادث الأمني في ملعب ترمب الدولي للغولف، حيث كان الرئيس السابق ترمب يلعب الغولف. لقد شعروا بالارتياح لمعرفة أنه آمن». وفي بيان منفصل، قالت هاريس: «لقد تم إطلاعي على تقارير عن إطلاق نار بالقرب من الرئيس السابق ترمب وممتلكاته في فلوريدا، وأنا سعيد لأنه آمن. العنف ليس له مكان في أمريكا».
بعد وقت قصير من إطلاق النار، أعاد إيلون ماسك، الرئيس التنفيذي لشركة تويتر، نشر تغريدة على الموقع تسأل «لماذا يريدون [ك‍] قتل دونالد ترمب؟»، وردًا على ذلك، «لا أحد يحاول حتى اغتيال بايدن/كامالا». وعلى الرغم من أنه دافع في البداية عن صياغته، إلا أن ماسك حذف التغريدة بعد إدانة واسعة النطاق، مدعيًا في اليوم التالي أن تصريحاته كانت بمثابة مزحة. أصدر البيت الأبيض بيانًا وصف فيه تعليق ماسك بأنه «غير مسؤول»، وكتب أن «العنف يجب إدانته فقط، وعدم تشجيعه أو المزاح عنه». بالإضافة إلى ذلك، فتحت الخدمة السرية تحقيقًا في ماسك بشأن تصريحاته.[بحاجة لتحديث]